# Saison 1997-1998 du Lille OSC
La saison 1997-1998 du Lille OSC est la douzième saison du club nordiste en deuxième division du championnat de France.
Maillots
Chronologie
Saison précédente Saison suivante